# Translação (geometria)

Uma translação move cada ponto de uma figura ou espaço na mesma proporção em uma determinada direção.

A reflexão da figura vermelha (ABC) sobre o primeiro eixo seguido pela reflexão da figura verde (resultante) contra o segundo eixo paralelo ao primeiro, resulta no movimento total que é uma translação da figura vermelha (ABC) para a posição da figura azul (A'B'C').

Na geometria euclidiana, uma translação é uma transformação geométrica que move todos os pontos de uma figura ou espaço, na mesma distância em uma determinada direção.
Na geometria euclidiana, uma transformação é uma correspondência de um para um entre dois conjuntos de pontos ou uma aplicação de um plano para outro. Uma translação pode ser descrita como um movimento rígido: os outros movimentos rígidos são rotações, reflexos e reflexão com deslizamento.
Uma translação também pode ser interpretada como a adição de um vetor constante a cada ponto, ou como o deslocamento da origem do sistema de coordenadas.
Um operador de translação é o operador {\displaystyle T_{\mathbf {\delta } }} tal que {\displaystyle T_{\mathbf {\delta } }f(\mathbf {v} )=f(\mathbf {v} +\mathbf {\delta } ).}
E se {\displaystyle \mathbf {v} } é um vetor fixo, então a translação {\displaystyle T_{\mathbf {v} }} vai funcionar como {\displaystyle T_{\mathbf {v} }(\mathbf {p} )=\mathbf {p} +\mathbf {v} .}
E se {\displaystyle T} é uma translação, então a imagem do subconjunto {\displaystyle A} sob a função {\displaystyle T} é a translação de {\displaystyle A} por {\displaystyle T.} A translação de {\displaystyle A} por {\displaystyle T_{\mathbf {v} }} é frequentemente escrita {\displaystyle A+\mathbf {v} .}
Em um espaço euclidiano, qualquer translação é uma isometria. O conjunto de todas as translações forma o grupo de translação {\displaystyle \mathbb {T} ,} que é isomórfico ao próprio espaço, e um subgrupo normal do grupo euclidiano {\displaystyle E(n).} O grupo quociente de {\displaystyle E(n)} por {\displaystyle \mathbb {T} } é isomorfo ao grupo ortogonal {\displaystyle O(n):}
{\displaystyle E(n)/\mathbb {T} \cong O(n)}

## Representação matricial
Uma translação é uma transformação afim sem pontos fixos. As multiplicações de matrizes sempre têm a origem como um ponto fixo. No entanto, há uma solução alternativa comum usando coordenadas homogêneas para representar uma translação de um espaço vetorial por meio de uma multiplicação matricial: Escreva o vetor tridimensional {\displaystyle \mathbf {v} =(v_{x},v_{y},v_{z})} usando 4 coordenadas homogêneas como {\displaystyle \mathbf {v} =(v_{x},v_{y},v_{z},1).} 
Para transladar um objeto por um vetor {\displaystyle \mathbf {v} ,} cada vetor homogêneo {\displaystyle \mathbf {p} } (escrito em coordenadas homogêneas) pode ser multiplicado por esta matriz de translação:
{\displaystyle T_{\mathbf {v} }={\begin{bmatrix}1&0&0&v_{x}\\0&1&0&v_{y}\\0&0&1&v_{z}\\0&0&0&1\end{bmatrix}}}
Conforme mostrado abaixo, a multiplicação dará o resultado esperado:
{\displaystyle T_{\mathbf {v} }\mathbf {p} ={\begin{bmatrix}1&0&0&v_{x}\\0&1&0&v_{y}\\0&0&1&v_{z}\\0&0&0&1\end{bmatrix}}{\begin{bmatrix}p_{x}\\p_{y}\\p_{z}\\1\end{bmatrix}}={\begin{bmatrix}p_{x}+v_{x}\\p_{y}+v_{y}\\p_{z}+v_{z}\\1\end{bmatrix}}=\mathbf {p} +\mathbf {v} }
O inverso de uma matriz de translação pode ser obtido invertendo o sentido do vetor:
{\displaystyle T_{\mathbf {v} }^{-1}=T_{-\mathbf {v} }.}
Da mesma forma, o produto das matrizes de translação é dado pela adição dos vetores:
{\displaystyle T_{\mathbf {v} }T_{\mathbf {w} }=T_{\mathbf {v} +\mathbf {w} }.}
Como a adição de vetores é comutativa, a multiplicação de matrizes de translação também é comutativa (ao contrário da multiplicação de matrizes arbitrárias).

## Translações na física
Na física, a translação (movimento translacional) é o movimento que altera a posição de um objeto, se opondo à rotação. Por exemplo, de acordo com Whittaker: 

Se um corpo se move de uma posição para outra, e as retas que juntam os pontos iniciais e finais de cada ponto do corpo são um conjunto de retas paralelas de comprimento ℓ, de modo que a orientação do corpo no espaço não é alterada, o deslocamento é chamado de translação paralela na direção das retas, de uma distancia ℓ— E. T. Whittaker A Treatise on the Analytical Dynamics of Particles and Rigid Bodies, p. 1 (em inglês)
Uma translação é a operação que altera as posições de todos os pontos {\displaystyle (x,y,z)} de um objeto de acordo com a fórmula:
{\displaystyle (x,y,z)\to (x+\Delta x,y+\Delta y,z+\Delta z)}
em que {\displaystyle (\Delta x,\ \Delta y,\ \Delta z)} é o mesmo vetor para cada ponto do objeto. O vetor de translação {\displaystyle (\Delta x,\ \Delta y,\ \Delta z)} comum a todos os pontos do objeto descreve um determinado tipo de deslocamento do objeto, geralmente chamado de deslocamento linear para distingui-lo dos deslocamentos que envolvem rotação, denominados deslocamentos angulares.
Ao considerar o espaço-tempo, uma mudança de coordenada no tempo é considerada uma translação. Por exemplo, o grupo de Galileu e o grupo de Poincaré incluem translações em relação ao tempo.